# Kolholaki
Kolholaki är en kulle i Finland.   Den ligger i den ekonomiska regionen Norra Lappland och landskapet Lappland, i den norra delen av landet, 800 km norr om huvudstaden Helsingfors. Toppen på Kolholaki är 370 meter över havet, eller 85 meter över den omgivande terrängen. Bredden vid basen är 5,3 km. Kolholaki ingår i Siiselät.
Terrängen runt Kolholaki är huvudsakligen platt. Trakten runt Kolholaki är nära nog obefolkad, med mindre än två invånare per kvadratkilometer. Det finns inga samhällen i närheten. 